# Corconne
Corconne is een gemeente in het Franse departement Gard (regio Occitanie) en telt 550 inwoners (2005). De plaats maakt deel uit van het arrondissement Le Vigan.

## Geografie
De oppervlakte van Corconne bedraagt 12,9 km², de bevolkingsdichtheid is 42,6 inwoners per km².
De onderstaande kaart toont de ligging van Corconne met de belangrijkste infrastructuur en aangrenzende gemeenten.

## Demografie
Onderstaande figuur toont het verloop van het inwonertal (bron: INSEE-tellingen).